# Shades
Shades es el sexto álbum de estudio del músico estadounidense JJ Cale, publicado por la compañía discográfica MCA Records en febrero de 1981. Alcanzó el puesto 110 en la lista estadounidense Billboard 200.

## Lista de canciones
Todas las canciones escritas y compuestas por JJ Cale. 
| N.º | Título                     | Duración |  |
| 1.  | «Carry On»                 | 2:20     |  |
| 2.  | «Deep Dark Dungeon»        | 2:10     |  |
| 3.  | «Wish I Had Not Said That» | 3:23     |  |
| 4.  | «Pack My Jack»             | 5:13     |  |
| 5.  | «If You Leave Her»         | 2:42     |  |
| 6.  | «Mama Don't»               | 3:50     |  |
| 7.  | «Runaround»                | 2:42     |  |
| 8.  | «What Do You Expect»       | 3:23     |  |
| 9.  | «Love Has Been Gone»       | 2:13     |  |
| 10. | «Cloudy Day»               | 5:25     |  |

## Personnel
- JJ Cale : voz, guitarra rítmica, guitarra eléctrica, batería, piano y bajo
- Christine Lakeland : sintetizador, órgano, percusión, moog, teclados
- Tommy Tedesco : guitarra
- Gordon Shrycock : guitarra
- Reggie Young : guitarra
- James Burton : guitarra
- Bill Boatman : guitarra
- Johnny Christopher : guitarra
- Tommy Cogbill : guitarra y bajo
- Nick Rather : bajo
- Emory Gordy, Jr. : bajo
- Carol Kaye : bajo
- Michael Rhodes : bajo
- Jim Keltner : batería
- Gary Allen : batería
- Hal Blaine : batería
- Hayword Bishop : batería
- Kenneth A. Buttrey : batería
- Karl Himmel : batería
- Russ Kunkel : batería
- Larry Bell : teclados y piano
- David Briggs : teclados y piano
- Leon Russell : piano
- Bill Payne : piano
- Glen D. Hardin : teclados y piano
- Bobby Emmons : órgano, teclados y piano
- Denis Solee : saxofón

## Posición en listas
| País           | Lista                   | Posición |
| -------------- | ----------------------- | -------- |
| Alemania       | Media Control Charts    | 37       |
| Estados Unidos | Billboard 200           | 110      |
| Noruega        | Norwegian Top 40 Albums | 8        |
| Nueva Zelanda  | New Zealand Music Chart | 10       |
| Reino Unido    | UK Albums Chart         | 44       |
| Suecia         | Swedish Albums Chart    | 8        |